# Điện Biên Đông
Điện Biên Đông – wietnamski dystrykt w prowincji Điện Biên w Regionie Północno-Zachodnim, graniczy on od zachodu z  Điện Biên, Điện Biên Phủ, od północy z Tuần Giáo, od południa z Sốp Cộp oraz od wschodu z Sông Mã i  Thuận Châu z prowincji Sơn La. Dystrykt został utworzony w 1995 roku. Stolicą dystryktu jest Mường Luân. 